# Tokyo Metropolitan Art Museum
Токийский художественный музей Метрополитен Арт (англ. Tokyo Metropolitan Art Museum, яп. 東京都美術館 Tōkyōto Bijutsukan) — художественный музей, спонсируемый правительством префектуры Токио. Здание построено в 1975 году по проекту японского архитектора Кунио Маэкава.
Музей расположен на территории Парка Уэно, г.Токио, Япония.